# Dabu Fantastic
Dabu Fantastic ist eine 2008 gegründete Schweizer Band aus dem Zürcher Oberland. Sie besteht aus Dabu Bucher (Texte, Gesang, div. Instrumente) und DJ Arts (DJ, Gesang; bürgerlich: Andreas Christen), Gianluca Giger (Bass, Gesang), Sam Senn (Gitarre, Gesang), Kenny Niggli (Keyboard, Synthesizer, Gesang) und Fabian Bürgi (Schlagzeug, Gesang).

## Geschichte
Dabu Fantastic hat sich 2008 aus einem Soloprojekt von Dabu formiert. Im März 2009 erschien nach zwei Solo-CDs von Dabu die erste offizielle Dabu Fantastic-CD Agglo Disco. 2010 folgte Discochugle, im November 2011 schliesslich Disco Titanic.
2012 gewannen sie überraschend den Titel Best Talent an den Swiss Music Awards. Die Band hat weit über 400 Konzerte in der ganzen Schweiz gespielt. Sie veröffentlichten zwischen 2014 und 2020 die drei Alben Hallo Hund, Drinks/Softdrinks und Schlaf Us via Sony Music Entertainment Schweiz. Ihr neustes Album So Easy erschien 2022 via Gadget Records. Mit allen Alben seit 2014 stiegen sie direkt in die Top 5 der Schweizer Hitparade ein. Das Album Drinks/Softdrinks wurde 2018 mit Gold ausgezeichnet. Der Song Angelina war 2016 der meistverkaufte Schweizer Song und gewann dafür auch einen Stein als Best Hit an den Swiss Music Awards 2017. Auch für Angelina gab es 2017 Platin. Für die Kollabo-Single Brütigam mit Dodo gab es 2018 Gold. Ihre Aline war 2024 der meistgespielte Mundartsong in den Schweizer Radios. Ihre Tour zum Album Aline 2024/25 war ihre erste komplett ausverkaufte Tournee. 
2016 veröffentlichten sie mit Die Fantastischen Wir ihre bisher einzige Live-Aufnahme. Dabei handelte es sich um die Aufnahmen eines Konzertes, bei dem Dabu Fantastic ausschliesslich Songs von Die Fantastischen Vier spielten, die sie auf Schweizerdeutsch übersetzt hatten.
Gründungsmitglied Djohn (bürgerlich: Hannes Quaderer) verliess 2011 die Band, um sich anderen Projekten zu widmen. Schlagzeuger Thise Meyer spielte bis Ende 2015 in der Band und wurde 2016 durch Simon Britschgi ersetzt. 2021 hat Kenny Niggli den langjährigen Keyboarder Yves Zogg ersetzt. Seit 2023 spielt der Berner Fabian Bürgi die Drums. 
Ihre Tour zum Album Schlaf us 2020 in den Clubs und an den Festivals wurde aufgrund der COVID-19-Pandemie abgesagt.
2022 nahmen Dabu Fantastic an der dritten Staffel Sing meinen Song – Das Schweizer Tauschkonzert teil. In diesem Rahmen veröffentlichten sie auch ihren Film So Easy - die Doku, der die Band, aber vor allem Dabu von einer sehr persönlichen Seite zeigt.

## Stil

### Texte
Die Mundart-Texte von Dabu sind wichtigstes Element der Songs. Er erzählt sehr persönliche Geschichten vom Leben auf dem Land und in der Stadt, gelegentlich ist er auch kritisch und politisch. Er bespickt seine Texte gleichermassen mit selten gebrauchten Mundartwörtern wie auch mit neuen Ausdrücken. 

### Musik
Dabu Fantastic spielen Mundartpop. Seit ihrem Start als Hiphop-Band haben sie ihren Stil stetig weiterentwickelt. Ihre Alben Hallo Hund und Drinks wurden von Dabu Fantastic mit den Patent-Ochsner-Mitgliedern Disu Gmünder und Andi Hug co-produziert. Das Album So Easy mischt Elemente des Mundartpop mit dem Klang von Chormusik wie sie in Vereinen in der Schweiz gesungen wird. Das neuste Album Ciao Baby, Ciao haben sie gemeinsam mit Thomas Fessler produziert. 

## Politische Aktualität
Dabu Fantastic nehmen immer wieder pointiert zu politischen Ereignissen Stellung: zur Geiselaffäre mit Libyen im Oktober und zum Minarettverbot im November 2009. Sie äusserten sich immer wieder zu politischen Themen und veröffentlichten nach dem Anschlag auf Charlie Hebdo den Song Wält wo liebt. Ausserdem waren sie zusammen mit Dodo verantwortlich für die musikalische Umsetzung der Kampagne Clap4Culture gegen die Eidgenössische Volksinitiative «Ja zur Abschaffung der Radio- und Fernsehgebühren (Abschaffung der Billag-Gebühren)».
Andreas «DJ Arts» Christen ist u. a. im Vorstand von Sonart, dem Verband der Schweizer Musikschaffenden, im Beirat für Pop/Rock.

## Diskografie
(Quelle: )

### Alben
| Jahr | Titel                                 | Höchste Chartposition | Details                                 |
| ---- | ------------------------------------- | --------------------- | --------------------------------------- |
| 2007 | Fantastic                             | -                     | Erstveröffentlichung: 10. Februar 2007  |
| 2007 | Fantastic in Suits                    | -                     | Erstveröffentlichung: 7. Dezember 2007  |
| 2009 | Agglo Disco                           | -                     | Erstveröffentlichung: 27. März 2009     |
| 2010 | Discochugle                           | -                     | Erstveröffentlichung: 2. April 2010     |
| 2011 | Disco Titanic                         | 77 (1 Woche)          | Erstveröffentlichung: 4. November 2011  |
| 2014 | Hello Hund                            | 3 (5 Wochen)          | Erstveröffentlichung: 24. August 2014   |
| 2016 | Die Fantastischen Wir - Live im Plaza | 14 (2 Wochen)         | Erstveröffentlichung: 26. März 2016     |
| 2016 | Drinks                                | 4 (11 Wochen)         | Erstveröffentlichung: 2. September 2016 |
| 2018 | Softdrinks (Drinks Deluxe Edition)    | -                     | Erstveröffentlichung: 13. April 2018    |
| 2020 | Schlaf Us                             | 2 (5 Wochen)          | Erstveröffentlichung: 7. Februar 2020   |
| 2022 | So Easy                               | 5 (18 Wochen)         | Erstveröffentlichung: 18. März 2022     |
| 2023 | So Easy Mitenand                      | -                     | Erstveröffentlichung: 2. Juni 2023      |
| 2024 | Ciao Baby, Ciao                       | 3 (11 Wochen)         | Erstveröffentlichung: 24. Mai 2024      |

### Singles
- 2012: Smiley
- 2012: Süessi Tropfe mit Steff La Cheffe
- 2014: Vo vorn
- 2016: Angelina
- 2016: Gold aus der TV-Show Songmates
- 2017: Los los
- 2018: Miin Ort
- 2019: Frisch Usem Ei
- 2019: Lied
- 2019: Jagge
- 2021: Wenn's Mir Wieder Guet Gaht
- 2022: Dene wos guet geit
- 2023: Novämber
- 2023: Nachem Chrieg
- 2024: Aline
- 2024: Flamme mit Riana
- 2024: Die Fautsche Meitschi mit DANA

## Auszeichnungen
- 2012: Swiss Music Award in der Sparte Best Talent[7]
- 2016: Goldene Schallplatte für ihren Hit Angelina[8]
- 2017: Swiss Music Awards in der Sparte Best Hit für Angelina[9]
- 2025: Swiss Music Award in der Sparte Best Live Act[10]